# Thomas Steenkamp
Thomas Aquinas Maria Steenkamp (Amsterdam, 8 augustus 1955) is een Nederlands politicus van het CDA.

## Biografie
Steenkamp werd geboren in Amsterdam als oudste zoon van de hoogleraar en KVP/CDA prominent Petrus (Piet) Antonius Josephus Maria Steenkamp (1925-2016) en Constance Marie Thérèse Nolet (1927-2008), lid van de familie Nolet.
Alvorens Steenkamp - in navolging van zijn vader - de politiek in ging, was hij van 1976 tot 1986 leraar op verschillende scholen in Tilburg. Vanaf 1982 was raadslid, wethouder en locoburgemeester in Dongen. In juni 1992 werd hij benoemd tot burgemeester van de toenmalige Zeeuwse gemeente Hontenisse, waarmee hij toen de jongste burgemeester van Nederland was. Daarnaast was Steenkamp ook nog korte tijd waarnemend burgemeester van Sas van Gent.
In de jaren negentig was Steenkamp mede-oprichter en voorzitter van het "Loenens Beraad". Deze groep van ongeveer 200 gemeenten verzette zich tegen het gedwongen fuseren van kleinere gemeenten onder de 18.000 inwoners. Het Loenens Beraad heeft destijds hierover vele gesprekken gevoerd met leden van de Tweede Kamer der Staten-Generaal. Ook werd onder druk van het Loenens Beraad bij de VNG een werkgroep "Kleinere Gemeenten" opgericht, waarvan Steenkamp een van de leden werd. Deze werkgroep stond onder voorzitterschap van de toenmalige VNG-directeur Joop van den Berg.
In 1999 werd Steenkamp benoemd tot burgemeester van de Gelderse gemeente West Maas en Waal.
Gedurende zijn loopbaan was hij een achttal jaren voorzitter van de VNG Gelderland, lid van het landelijk VNG bestuur en voorzitter van de VNG commissie "Vernieuwing Landelijk Gebied". Ook was Steenkamp onder meer een groot aantal jaren bestuurder en penningmeester van de Vereniging tot Belangenbehartiging van Burgemeesters, welke later is samengegaan met het Nederlands Genootschap van Burgemeesters, en dagelijks bestuurslid van de bestuurlijke regio Rivierenland.
Op 15 juni 2017 nam hij na een carrière van 35 jaar in het openbaar bestuur afscheid als burgemeester. Tijdens dit afscheid werd hij benoemd tot Ridder in de Orde van Oranje Nassau. De versierselen werden hem uitgereikt door de commissaris van de Koning in Gelderland, Clemens Cornielje. Per 19 juni 2017 is Corry van Rhee-Oud Ammerveld benoemd tot waarnemend burgemeester van West Maas en Waal.
Na zijn afscheid is Steenkamp onder meer benoemd tot voorzitter van Stichting Bureau Toerisme (SBT) in de regio Rivierenland.

## Privé
Steenkamp is gehuwd en heeft vijf kinderen. Zijn grootvader Jozef Nolet was van 1953 tot 1961 burgemeester van de Noord-Brabantse gemeente Boxmeer.